# Strâmtu, Gorj
Strâmtu este un sat în comuna Slivilești din județul Gorj, Oltenia, România.

## Vezi și
- Biserica de lemn din Strâmtu, Gorj

 Acest articol despre o localitate din județul Gorj este deocamdată un ciot. Puteți ajuta Wikipedia prin completarea lui.